# Rhinolophus virgo
Rhinolophus virgo är en fladdermusart som beskrevs av K. Andersen 1905. Rhinolophus virgo ingår i släktet Rhinolophus och familjen hästskonäsor. IUCN kategoriserar arten globalt som livskraftig. Inga underarter finns listade i Catalogue of Life.
Denna fladdermus når en absolut längd av 62 till 73 mm, inklusive en 16 till 26 mm lång svans samt en vikt av 5 till 7 g. Den har 37 till 44 mm långa underarmar, 7 till 10 mm långa bakfötter och 17 till 21 mm stora öron. Ovansidan är täckt av brun päls och undersidans päls är lite ljusare. Rhinolophus virgo har liksom andra hästskonäsor hudflikar kring näsan (bladet). Nosen är bara täckt av glest fördelade hår och huden där är lite gulaktig. De rödaktiga extremiteterna står i kontrast till den gråbruna flygmembranen.
Arten förekommer i nästan hela Filippinerna. Den vistas i kulliga områden och i bergstrakter mellan 250 och 1100 meter över havet. Habitatet utgörs av olika slags skogar och dessutom besöks odlingsmark. Fladdermusen vilar i grottor och i trädens håligheter.
Individerna jagar med hjälp av ekolokalisering.